# Jonsered (przystanek kolejowy)
Jonsered (szwedzki: Jonsereds station) – przystanek kolejowy w Jonsered, w regionie Västra Götaland, w Szwecji. Znajduje się w Gminie Partille, na Västra stambanan.
Jest obsługiwana przez pociągi podmiejskie Göteborgs pendeltåg (Alingsåspendeln).

## Linie kolejowe
- Västra stambanan